# Chilehaus
Het Chilehaus (Chilihuis) is een gebouw in de Altstadt, het historische hart van Hamburg, Duitsland. Het gebouw werd tussen 1922 en 1924 gebouwd als onderdeel van het Kontorhausviertel, uitgebouwd in het interbellum, tussen 1920 en 1940. Het Chilehaus telt tien verdiepingen en heeft een oppervlakte van 30.400 vierkante meter. De architect is Fritz Höger.

## Ontwerp

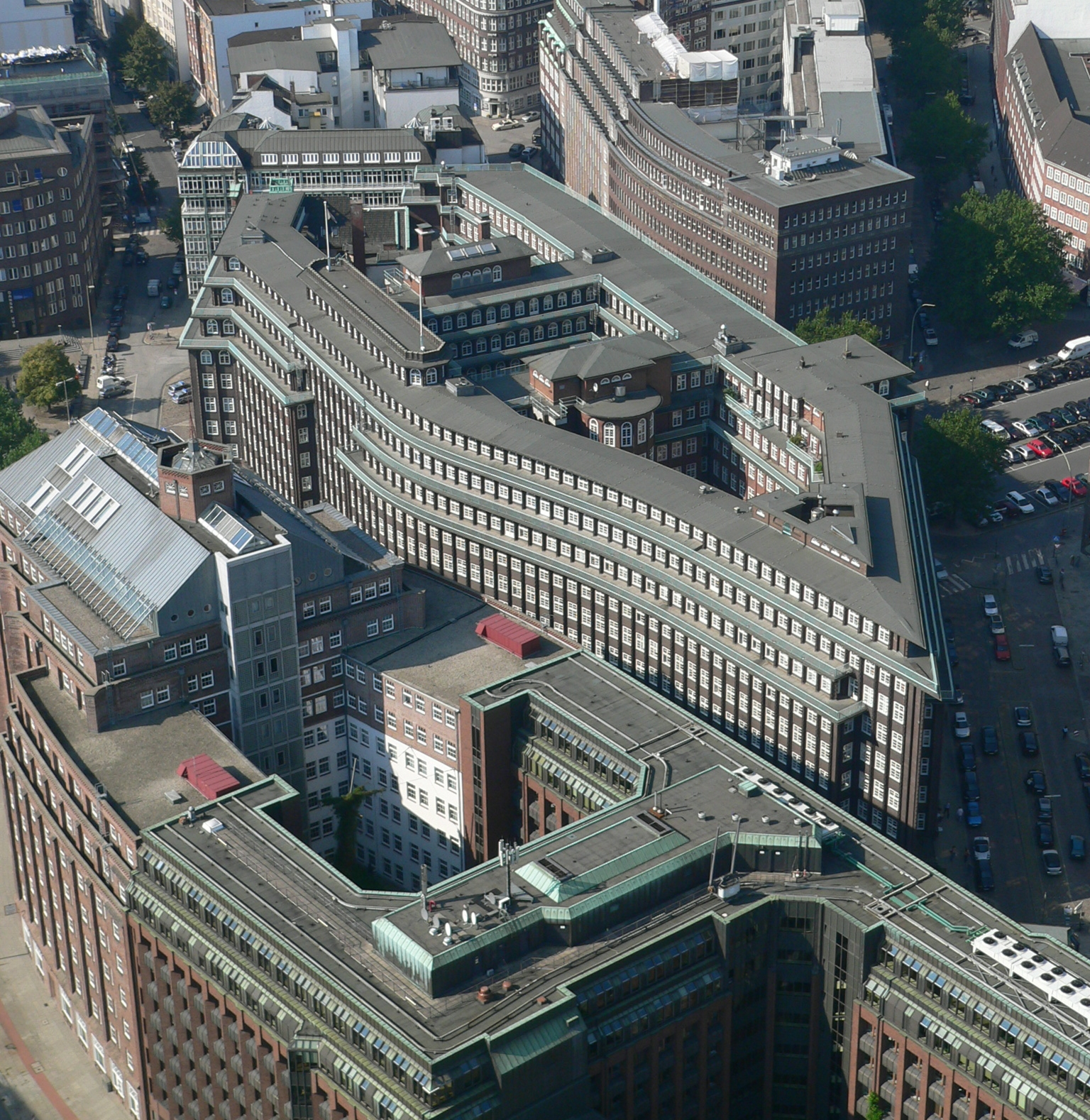
Luchtfoto Chilehaus
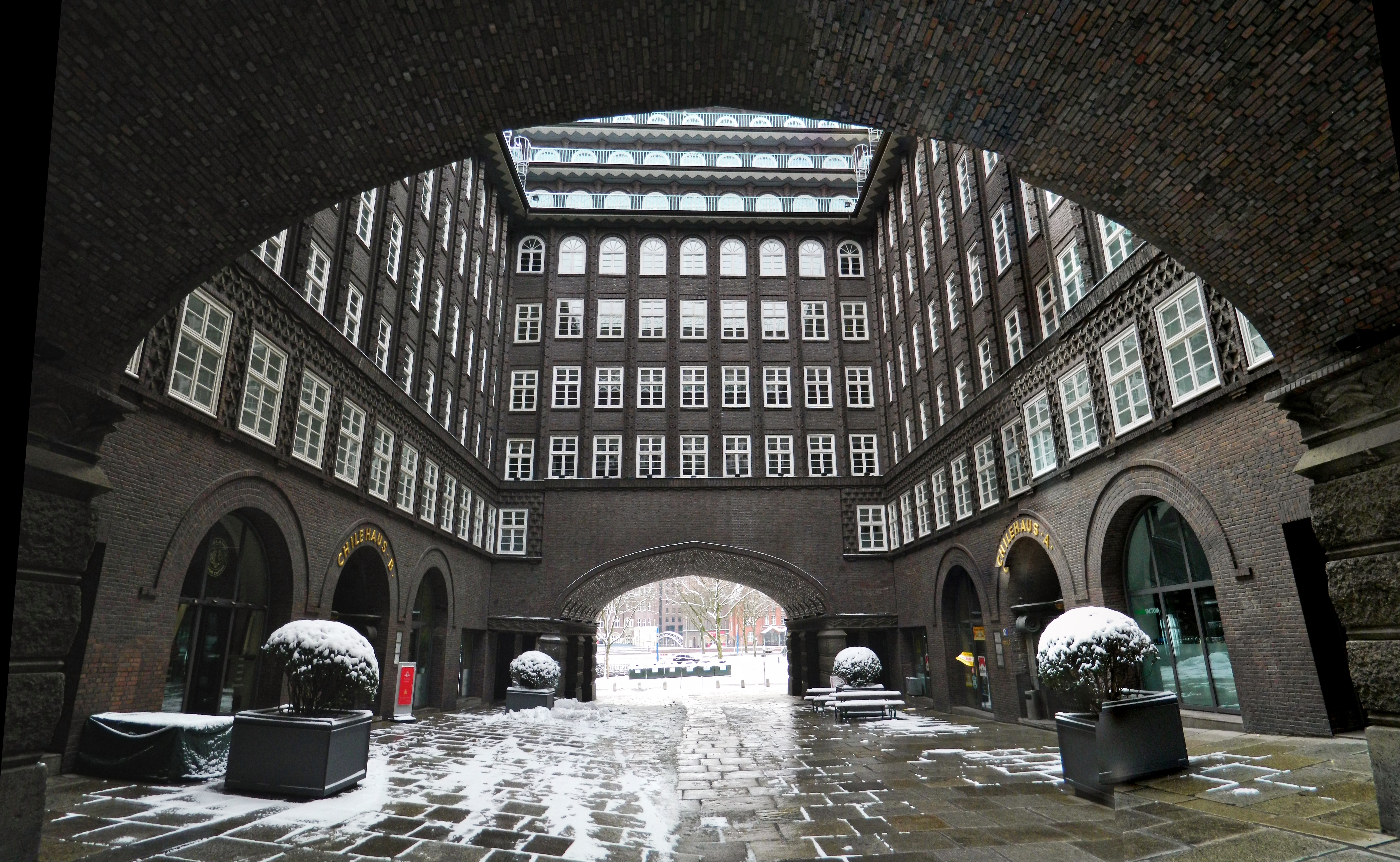
Binnenplaats boven het straatje Fischertwiete

Het gebouw werd in opdracht van Henry Brarens Sloman gebouwd. Sloman was rijk geworden van de handel in salpeter uit Chili en schreef daarom een prijsvraag uit voor het ontwerp van zijn nieuwe kantoorgebouw in Hamburg. Het winnende ontwerp kwam van Fritz Höger. Richard Kuöhl maakte de sculpturen die de trappenhuizen en de gevel sierden.
Höger ontwierp een gigantisch gebouw, dat op een stuk grond van bijna 6000 vierkante meter stond. Het gebouw is net zo lang als een straat, de Fischertwiete, en is over dat straatje heen gebouwd.. Doordat het gebouw verticaal geaccentueerd werd, aan één kant een curve in de façade heeft, de duidelijke structuur van de gevel en de terugwijkende hogere verdiepingen, maakt het gebouw een lichte indruk, ondanks zijn grootte. De twee kanten van het lange gebouw ontmoeten elkaar in een zeer scherpe hoek, bij het kruispunt van de Pumpen en Niedernstrasse, waardoor het Chilehaus op een schip lijkt. Het Chilehaus is opgetrokken uit hoofdzakelijk baksteen. De architecten lieten daartoe zogenaamde Bockhorner Klinker, gemaakt van klei uit Oost-Friesland, aanvoeren. Dit type baksteen is geliefd vanwege met name de donkere kleurschakeringen.
Doordat het gebouw op een slechte ondergrond stond, moest men de grond met 16 meter lange palen van ijzer en beton verstevigen. De locatie vlak bij de Elbe maakte het noodzakelijk, dat de kelders waterdicht gemaakt werden.

## Invloed

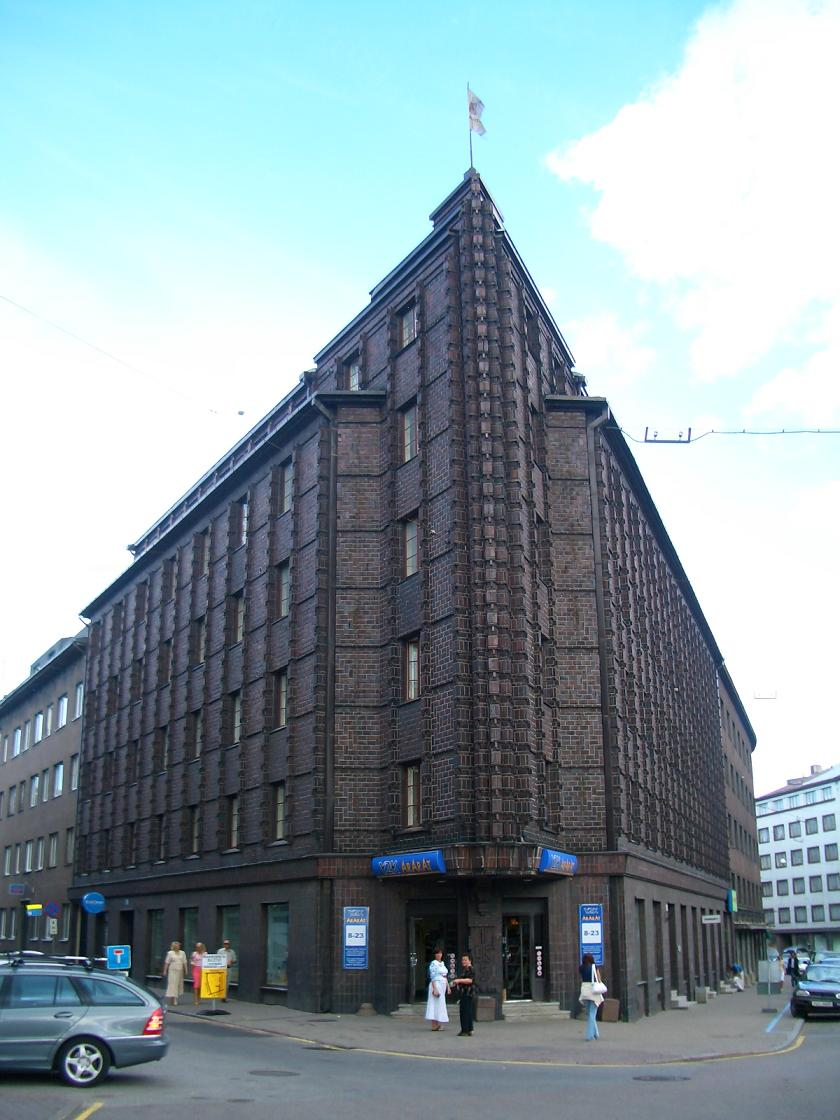
Het Chilehaus in Tallinn

Met het Chilehaus vestigde Fritz Höger zijn naam als architect. Afbeeldingen van het gebouw, dat het symbool werd van de naoorlogse wederopbouw van Duitsland, gingen de hele wereld over.

In 1935 kwam in de Estische hoofdstad Tallinn een kantoorgebouw tot stand dat sterk op het Chilehaus lijkt en dat de naam van het Hamburgse voorbeeld draagt.
Sinds 1999 stond het Chilehaus op de voorlopige Werelderfgoedlijst. Op 5 juli 2015 werd het Chilehaus als onderdeel van het "Speicherstadt en het Kontorhausviertel met het Chilehaus" tijdens de 39e sessie van de Commissie voor het Werelderfgoed te Bonn uitgeroepen tot UNESCO cultureel werelderfgoed en als dusdanig bijgeschreven op de Werelderfgoedlijst.